# Cornett Wood
Cornett Wood (12 septembre 1905, Indiana - 16 mai 1980, Los Angeles, Californie) est un artiste de décors, de layout et animateur américain. Il a travaillé pour les studios Disney puis Warner Bros. à partir de 1941.

## Filmographie
- 1937 : Le Vieux Moulin (effet d'animation, non crédité)
- 1937 : Blanche-Neige et les Sept Nains (animateur, non crédité)
- 1937 : Le Brave Petit Tailleur (effet d'animation, non crédité)
- 1940 : Pinocchio (animateur, non crédité)
- 1940 : Fantasia (animateur, séquences Toccata et Fugue en Ré Mineur et L'Apprenti sorcier)
- 1941 : Le Dragon récalcitrant (animateur, non crédité)
- 1942 : Bambi (animateur, non crédité)
- 1946 : Book Revue (décor, layout)
- 1946 : Acrobatty Bunny (décor, layout)
- 1946 : The Mouse Merized Cat (décor, layout)
- 1947 : Birth of a Notion (layout)
- 1947 : Hobo Bobo (layout)
- 1947 : Easter Yeggs (layout)
- 1947 : Crowing Pains (layout)
- 1948 : Gorilla My Dreams (layout)
- 1948 : Daffy Duck Slept Here (layout)
- 1948 : Hop, Look and Listen (layout)
- 1948 : The Up-Standing Sitter (layout)
- 1948 : The Shell Shocked Egg (layout)
- 1948 : Hot Cross Bunny (layout)
- 1948 : The Foghorn Leghorn (layout)
- 1948 : A-Lad-In His Lamp (layout)
- 1948 : A Horsefly Fleas (layout)
- 1949 : Paying the Piper (layout)
- 1949 : Daffy Duck Hunt (layout)
- 1949 : Rebel Rabbit (layout)
- 1949 : Henhouse Henery (layout)
- 1949 : The Grey Hounded Hare (layout)
- 1949 : The Windblown Hare (layout)
- 1949 : Swallow the Leader (layout)
- 1949 : Hippety Hopper (layout)
- 1949 : A Ham in a Role (layout)
- 1950 : Hurdy-Gurdy Hare (layout)
- 1950 : Boobs in the Woods (layout)
- 1950 : Strife with Father (layout)
- 1950 : The Leghorn Blows at Midnight (layout)
- 1950 : An Egg Scramble (layout)
- 1950 : What's Up Doc? (layout)
- 1950 : It's Hummer Time (layout)
- 1950 : Hillbilly Hare (layout)
- 1950 : A Fractured Leghorn (layout)
- 1950 : Pop 'im Pop! (layout)
- 1950 : Bushy Hare (layout)
- 1951 : Hare We Go (layout)
- 1951 : A Fox in a Fix (layout)
- 1951 : Corn Plastered (layout)
- 1951 : Early to Bet (layout)
- 1951 : French Rarebit (layout)
- 1951 : Leghorn Swoggled (layout)
- 1951 : Lovelorn Leghorn (layout)
- 1951 : Sleepy Time Possum (layout)
- 1951 : Dog Collared (layout)
- 1960 : The Bugs Bunny Show série télé (layout)
- 1966 : The Road Runner Show série télé (layout)
- 1968 : The Bugs Bunny/Road Runner Hour série télé (layout)
- 1976 : The Sylvester & Tweety Show série télé (layout)
- 1978 : The Bugs Bunny/Road Runner Show série télé (layout) (1978)
- 1979 : Bugs Bunny's Valentine (télé) (layout)
- 1979 : The Bugs Bunny Mother's Day Special (télé) (layout : classic cartoons)
- 1983 : Daffy Duck's Movie: Fantastic Island (layout : classic cartoons)
- 1985 : The Bugs Bunny/Looney Tunes Comedy Hour série télé (layout)
- 1986 : The Bugs Bunny and Tweety Show série télé (layout)
- 1990 : Merrie Melodies: Starring Bugs Bunny and Friends série télé (layout)
- 1995 : That's Warner Bros.! série télé (layout)
- 1999 : Fantasia 2000 (animateur, séquence L'Apprenti sorcier)